# Adam Kreek

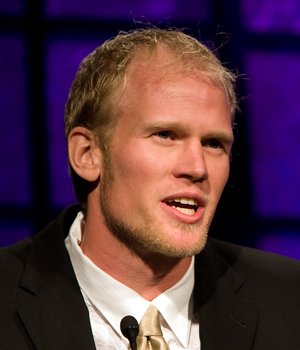
Adam Kreek 2011

Adam Kreek (* 2. Dezember 1980 in London, Ontario) ist ein kanadischer Ruderer, der mit dem kanadischen Achter Olympiasieger und dreifacher Weltmeister wurde.
Kreek begann 1996 mit dem Rudersport. 2001 siegte er mit dem Achter bei der U23-Weltregatta. Im Jahr darauf gewann er in Sevilla seinen ersten Weltmeistertitel, 2003 konnte der kanadische Achter den Titel verteidigen. In der Olympiasaison 2004 gewann der kanadische Achter die Weltcupregatten in München und Luzern, im Finale der Olympischen Spiele in Athen belegte das Boot nur den fünften Platz. 2005 setzte Kreek aus und bei den Weltmeisterschaften 2006 erreichte der kanadische Achter nicht das A-Finale, aber 2007 gewann Kreek mit dem Achter seinen dritten Weltmeistertitel. Bei der Olympischen Regatta 2008 in Peking siegte der kanadische Weltmeister-Achter in der gleichen Besetzung wie 2007.
Kreek studierte an der University of Victoria und der Stanford University mit einem Abschluss als Ingenieur für Geotechnik und Hydrologie. Er arbeitet als Motivationssprecher und für verschiedene Umweltprojekte.

## Internationale Goldmedaillen
(OS=Olympische Spiele, WM=Weltmeisterschaften)
- WM 2002: 1. Platz im Achter (Matt Swick, Kevin Light, Ben Rutledge, Kyle Hamilton, Joseph Stankevicius, Andrew Hoskins, Adam Kreek, Jeff Powell und Brian Price)
- WM 2003: 1. Platz im Achter (Joseph Stankevicius, Kevin Light, Ben Rutledge, Kyle Hamilton, David Calder, Andrew Hoskins, Adam Kreek, Jeff Powell und Brian Price)
- WM 2007: 1. Platz im Achter (Kevin Light, Ben Rutledge, Andrew Byrnes, Jake Wetzel, Malcolm Howard, Dominic Seiterle, Adam Kreek, Kyle Hamilton und Brian Price)
- OS 2008: 1. Platz im Achter (Kevin Light, Ben Rutledge, Andrew Byrnes, Jake Wetzel, Malcolm Howard, Dominic Seiterle, Adam Kreek, Kyle Hamilton und Brian Price)